# Кроветто, Николас
Николас Игнасио Кроветто (исп. Nicolás Ignacio Crovetto; 15 марта 1986, Кокимбо) — чилийский футболист, полузащитник клуба «Аудакс Итальяно».

## Карьера
Кроветто начинал свою карьеру в клубе «Кокимбо Унидо». Дебютировал в команде в 2004 году и провел в ней три сезона. В 2007 году перешёл в «Аудакс Итальяно» и в дебютном сезоне провел 23 матча. После этого Кроветто был замечен скаутами «Удинезе» и 12 июня 2008 года подписал с этим клубом контракт.